# Pléchâtel
Pléchâtel település Franciaországban, Ille-et-Vilaine megyében. Lakosainak száma 2796 fő (2022. január 1.). Pléchâtel Bain-de-Bretagne, Bourg-des-Comptes, Mernel, Poligné, Saint-Malo-de-Phily, Saint-Senoux, Pancé és Guipry-Messac községekkel határos.

## Népesség
A település népességének változása:
| Lakosok száma | 1512 | 1780 | 1834 | 2495 | 2692 | 2716 | 2789 | 2780 | 2780 | 2796 |
|               | 1968 | 1982 | 1990 | 2006 | 2013 | 2015 | 2017 | 2019 | 2020 | 2022 |